# Rubén Darío (stacja metra)
Rubén Darío – stacja metra w Madrycie, na linii 5. Znajduje się w dzielnicy Chamberí, w Madrycie i zlokalizowana jest pomiędzy stacjami Núñez de Balboa i Alonso Martínez. Została otwarta 2 marca 1970.